# David Teniers III

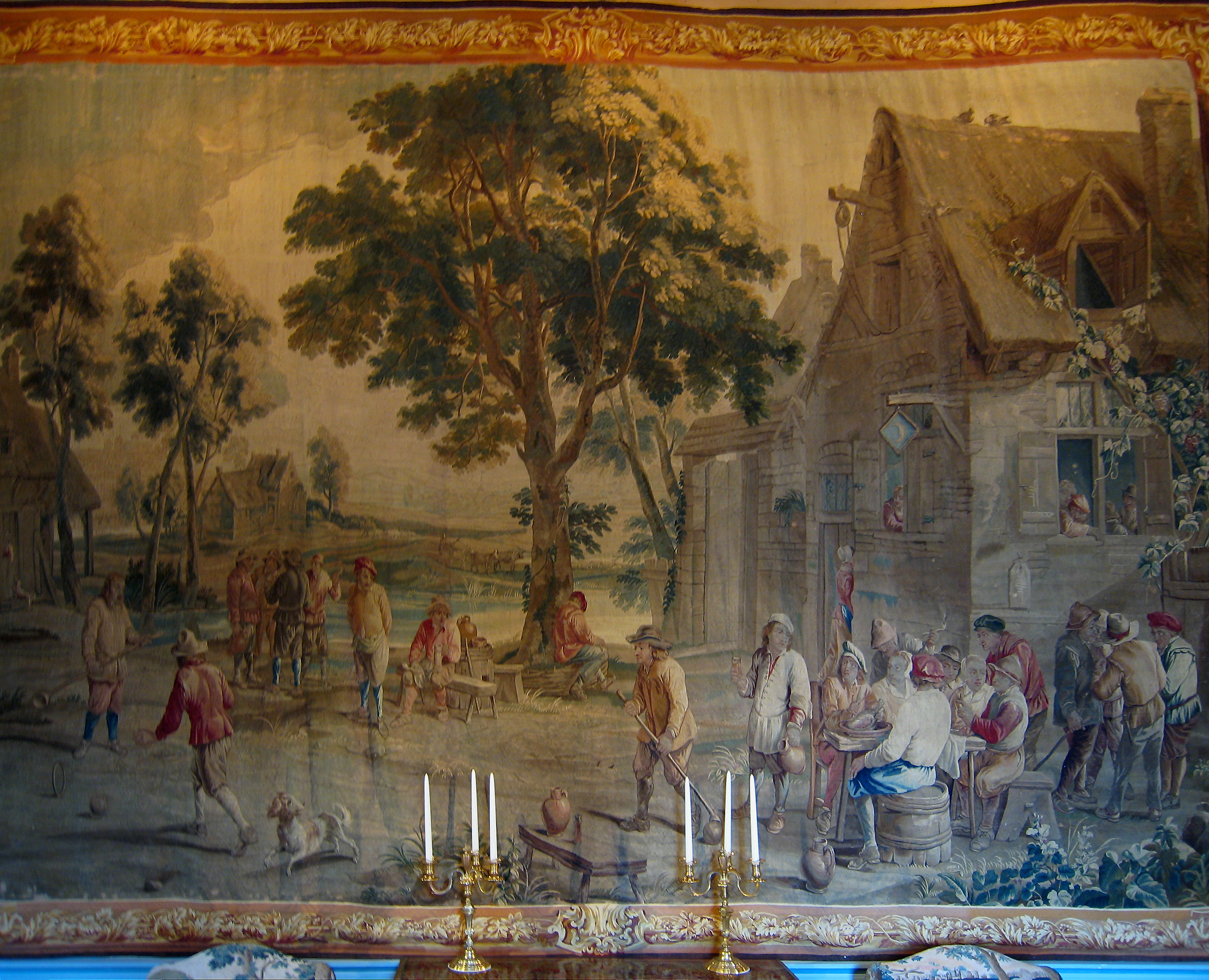
Juego de bolos, tapiz según David Teniers III (Castillo de Cheverny).

David Teniers III (Amberes, 1638-Bruselas, 2 de octubre de 1685) fue un pintor barroco flamenco, hijo de David Teniers el Joven y de Anna Brueghel.

## Biografía
Bautizado en Amberes el 10 de julio de 1638, contrajo matrimonio con Anna Maria Bonnarens el 4 de abril de 1671 y fue padre de cinco hijos. El mayor, David Teniers IV (1672–1731), parece haber desempeñado también el oficio de pintor. De 1661 a 1663 viajó a Madrid con cartas de recomendación para Felipe IV. Hacia 1675 se trasladó a Bruselas para establecerse allí definitivamente. Murió el 2 de octubre de 1685.
La pintura de David Teniers III no se apartó del estilo de su padre, el más célebre de los miembros de la dinastía, siendo su principal aportación la confección de numerosos cartones para tapices con los motivos alegres de la vida campesina popularizados por su padre pero practicados ya por su abuelo David Teniers I.